# Digby
Digby è una band power pop che si è formata nel 2000 a Louisville, in Kentucky. Prima di allora erano noti come 100 Acre Wood. Il loro album Falling up è stato prodotto da Todd Smith, che ha lavorato con i Days of the news e Smash Mouth.

## Album
- Laughing At The Trees (2000)
- Go Digby (2003)
- Falling Up (2004)
- Falling Over: The Remix EP (2005)
- What's Not Plastic? (2007)